# Храм Опы (Капитолий)
Храм Опы (лат. Aedes Opis) ― ныне утраченное древнеримское культовое сооружение, посвящённое младшей римской богине изобилия Опе. Храм располагался на Капитолийском холме в Риме.  
Храм Опы в исторических источниках впервые упоминается в 186 году до нашей эры. Считается, что он находился в южной части Капитолийского холма на обширной площади перед Капитолийским храмом и немного севернее Храма Фидес. Известно, что несколько раз храм разрушался. В последний раз он упоминается в 17 году нашей эры. Неизвестно, использовался ли он позднее, но он точно должен был быть окончательно закрыт в IV веке во время гонений на язычников.
Остатки руин, обнаруженные археологами рядом с церковью Сант-Омобоно (включая фрагменты колонн, часть цементного подиума и большую голову мраморной фигуры женщины, вероятно, которая раньше находилась в акротерии храма) были поначалу идентифицированы как фрагменты храма Опы. Однако теперь считается, что все эти находки относятся к храму Фидес: здесь же были обнаружены двуязычные надписи на греческом и латинском языках и фрагменты из текстов договоров между государствами Малой Азией и римским Сенатом: Фидес была богиней-покровительницей дипломатических отношений.